# لولا بلتران

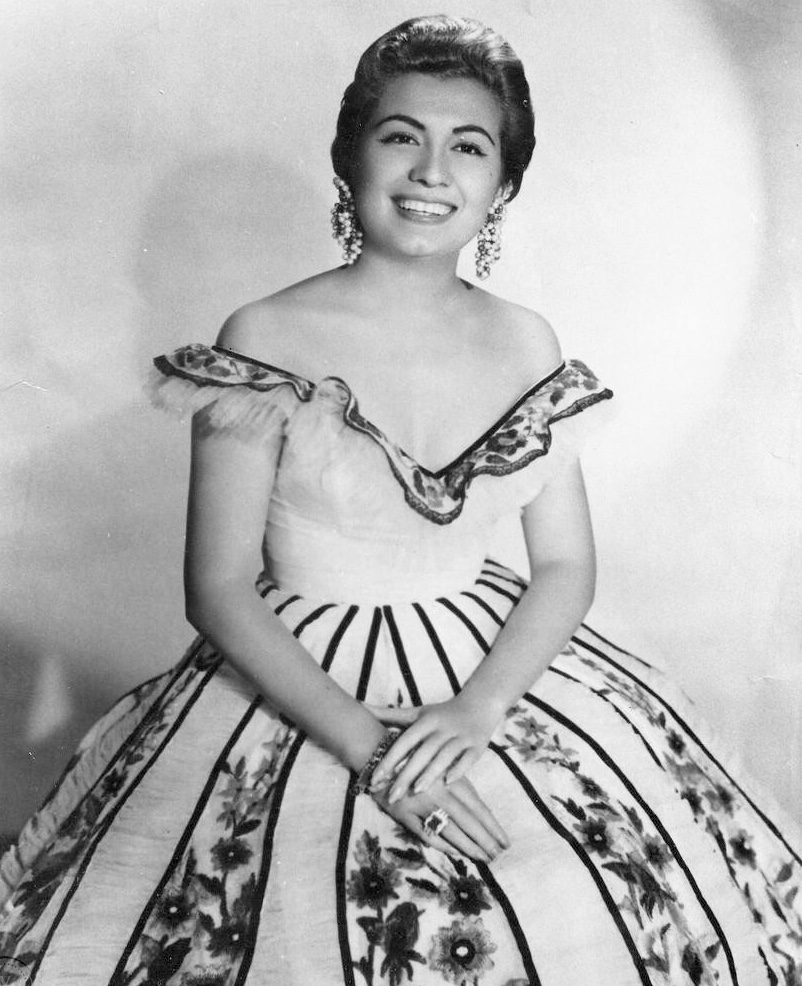
پرتره‌ای از لولا بلتران، هنرمند مکزیکی، ۱۹۵۶

لولا بلتران (اسپانیایی: Lola Beltrán‎؛ ۷ مارس ۱۹۳۲ – ۲۴ مارس ۱۹۹۶) یک خواننده، هنرپیشه و مجری تلویزیون اهل مکزیک بود. وی بین سال‌های ۱۹۴۷ تا ۱۹۹۶ میلادی فعالیت می‌کرد.
وی به‌واسطهٔ اجرای خاصش در ترانه‌های «کوکوروکوکو پالوما» (بغبغوی کبوتر) و «کبوتر سیاه» شهرت بین‌المللی دارد و این ترانه‌ها را، در حضور شخصیت‌های مشهوری همچون شارل دو گل، یوسیپ بروز تیتو، آندری گرومیکو، لئونید برژنف، خوآن کارلوس اول اسپانیا و صوفیا د گرسیا، الیزابت دوم، دوایت آیزنهاور، جان اف. کندی، لیندون بی. جانسون، ریچارد نیکسون، «آدولفو روئیس کورتینس» و «کارلوس سالیناس دِ گُرتاری» اجرا کرده است.
وی تحسین‌شده‌ترین خوانندهٔ مکزیکی سبک رانچه‌را محسوب می‌شد و به «لولای بزرگ» ملقب شده بود.